# National Graduate Institute for Policy Studies

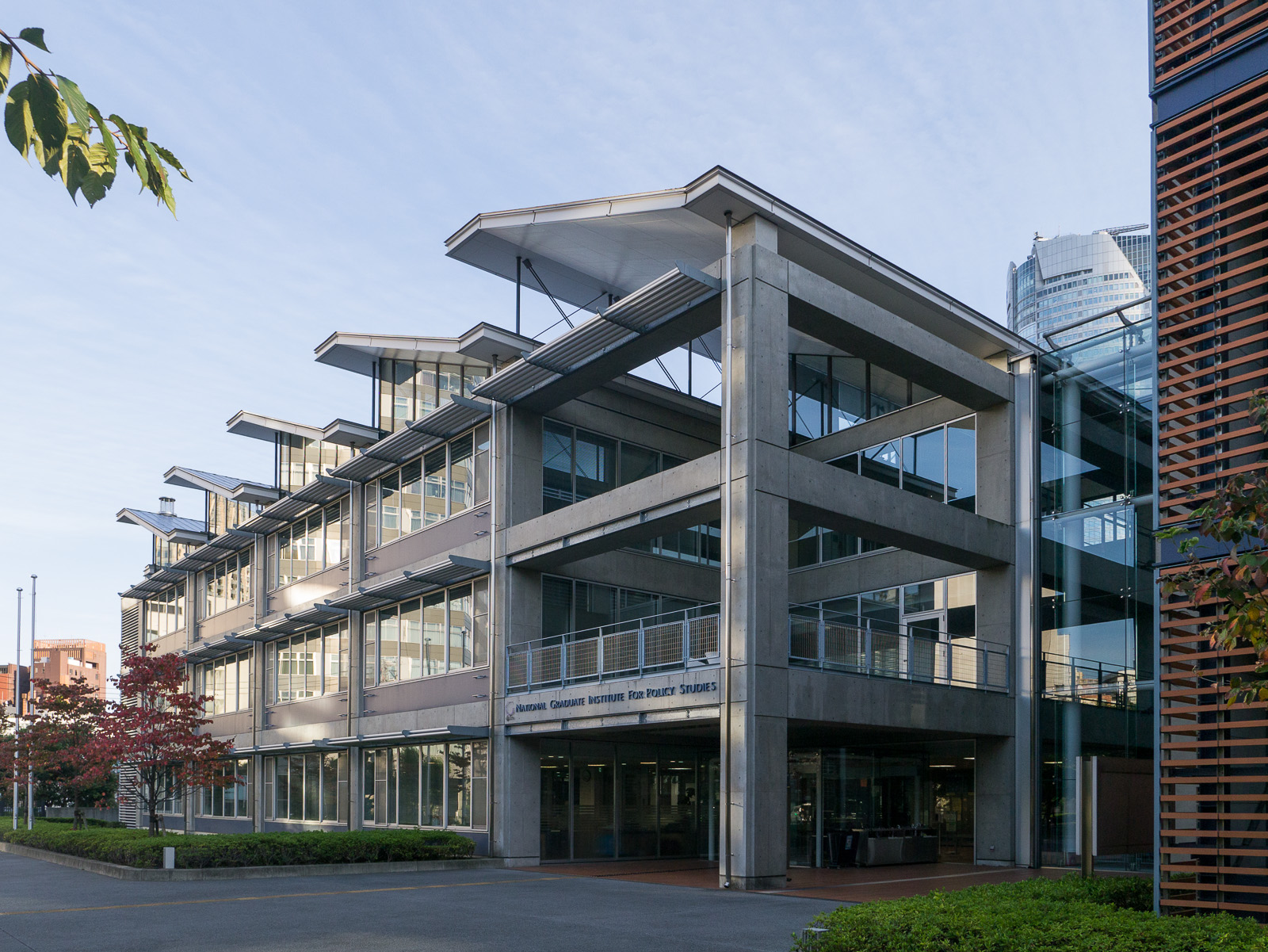
GRIPS (2012)

Die National Graduate Institute for Policy Studies (engl. für jap. 政策研究大学院大学 Seisaku kenkyū daigakuin daigaku, dt. „Graduiertenuniversität für Policy-Studien“, kurz: GRIPS) ist eine staatliche Universität in Roppongi, Minato (Tokio) in der Präfektur Tokio (Japan).
Weil die Universität eine Graduiertenuniversität ist, fehlen ihr die Bachelorstudiengänge; sie besteht aus Masterstudiengängen und Doktorkursen.
Der Vorgänger der Universität war die 1977 gegründete Graduiertenschule für Policy Science (GSPS) an der Universität Saitama. 1997 wurde die GRIPS als unabhängige Graduiertenuniversität gegründet. 2005 zog sie in den heutigen Campus in Roppongi.

## Fakultäten
- Graduiertenschule für Policy-Wissenschaften (Masterstudiengänge und Doktorkurse)